# Converge
A Converge amerikai metalcore/mathcore/hardcore punk/post-hardcore együttes. 1990-ben alakultak meg a massachusettsi Salemben. Jelenlegi tagjai: Jacob Bannon, Kurt Ballou, Nate Newton és Ben Koller. Volt tagok: Jeff Feinburg, Damon Bellorado, Aaron Dalbec, Stephen Brodsky és John DiGiorgio. Népszerűségüket a 2001-es Jane Doe című albumukkal érték el, melyet az angol Terrorizer magazin 2001 legjobb albumai közé válogatott. Az együttes jelentős zenekarnak számít a metalcore, mathcore, heavy metal műfajokban. Dalaikban hardcore punk elemek is felfedezhetőek.
Lemezeiket az Equal Vision Records, Deathwish Inc., Epitaph Records kiadók jelentetik meg.

## Története
Pályafutásuk kezdetén még csak hardcore punk, punk és heavy metal feldolgozásokat játszottak. Jacob Bannon és Kurt Ballou alapították a zenekart, hozzájuk csatlakozott 1991-ben Jeff Feinburg és Damon Ballorado. Ugyanebben az évben már kis klubokban is játszottak. 1994-től kezdtek el "komoly" zenét játszani.1994-ben csatlakozott Aaron Dalbec gitáros a Converge-hez. Így öttagúra nőttek. Ebben az évben jelent meg legelső stúdióalbumuk is. Legelőször egy válogatáslemezt jelentettek meg, 1995-ben, amely az együttes korai éveinek dalait tartalmazza. Ezt még a Hydra Head Records jelentette meg.
1996-ban legelső középlemezüket is megjelentették (amely egyben stúdióalbumnak is számított). Ez már a Ferret Music gondozásában került a boltok polcaira. 1998-ban az Equal Vision felújított (remastered) változatban újból kiadta. Az együttes négy új számot is írt a lemezhez. 1997-ben harmadik nagylemezük is megjelent. 1998-ban Brodsky kilépett a Converge-ből, hogy a "Jesuit" nevű együttesre koncentráljon. A Jesuit 1999-ben feloszlott, így Brodsky visszatért a Converge-be. 1999-ben Damon Bellorado is kiszállt a zenekarból, helyére John DiGiorgio került, aki ironikus módon még ugyanebben az évben elhagyta a Converge-et.
2000-ben az együttes "bemelegített" a Jane Doe albumnak, ugyanis kiadtak egy három dalból álló demót, amely a "Jane Doe Demos" címet viseli. 2001 nyarán bevonultak a stúdióba, hogy elkezdjenek dolgozni a lemezen. Ugyanezen év szeptemberében már meg is jelent az album, és már bemutatásának idején hatalmas siker lett. A kritikusok a lemez gyorsaságát és költői szövegeit dicsérték a legjobban. 2003-ban már a második válogatáslemezük is megjelent, ugyanebben az évben egy DVD-t is piacra dobtak.
2004-ben átigazoltak az Epitaph Records-hoz, így az ötödik nagylemezüket már ez a kiadó jelentette meg. Az album reklámozása érdekében koncertezni indultak, a Cave In-nel, illetve a Between the Buried and Me-vel együtt játszottak. 2005-ben az Equal Vision újból kiadta a "Petitioning the Empty Sky" című EP/stúdióalbumot, illetve a "When Forever Comes Crashing" című nagylemezt, új dalokkal kiegészítve.
2006-ban már hatodik nagylemezük is piacra került. Megint koncertezni kezdtek, az album reklámozása miatt. A Converge ez esetben a Some Girls, Modern Life is War, Blacklisted, Kylesa és Gospel zenekarokkal együtt turnézott. 2008-ban elkezdtek dolgozni hetedik nagylemezükön, amely végül 2009 októberében került piacra. Újból turnéztak, ezúttal a virtuális Dethklok együttessel, amely az Adult Swim Metalocalypse című sorozatából származik.
2012-ben újból stúdióba vonultak, hogy a nyolcadik stúdióalbumukon dolgozzanak. Ez a lemez 2012 októberében jelent meg. 2016-ban remastered kiadásban újból megjelent, az Epitaph és Deathwish Records gondozásában.
2017 januárjában bejelentették, hogy a Jane Doe album koncertjét ki fogják adni, lemez formájában. Ugyanezen év novemberében megjelent a Converge kilencedik stúdióalbuma is.
Az együttes közreműködött a Cyberpunk 2077 videojáték soundtrack-jéhez is, "Shattered Void" néven.

## Zenei stílus
A Converge zenéjét többen próbálták már meghatározni, de leginkább a metalcore, a mathcore és a post-hardcore stílus jellemző rájuk, hardcore punk beütésekkel. Egyes kritikusok a noisecore műfajba is besorolták a zenekart.

## Tagok
- Jacob Bannon – ének (1990-től napjainkig)
- Kurt Ballou – gitár, vokál (1990-től napjainkig)
- Nate Newton – basszusgitár, vokál (1999-től napjainkig)
- Ben Koller – dobok (1999-től napjainkig)

## Diszkográfia

### Stúdióalbumok
- Halo in a Haystack (1994)
- Petitioning the Empty Sky (1996, EP-nek is számít)
- When Forever Comes Crashing (1998)
- Jane Doe (2001)
- You Fail Me (2004)
- No Heroes (2006)
- Axe to Fall (2009)
- All We Love We Leave Behind (2012)
- The Dusk in Us (2017)
- Bloodmoon I (Chelsea Wolfe-fal, 2021)